# Calinic Miclescu
Calinic Miclescu (n. 16 aprilie 1822, Suceava – d. 14 august 1886, București) a fost un cleric român, care a îndeplinit rangul de Mitropolit al Moldovei (1865-1875) și apoi pe cel de Mitropolit primat al Ungro-Vlahiei (1875-1886).

## Biografie
Constantin Miclescu, viitorul Mitropolitul Calinic Miclescu, s-a născut la data de 16 aprilie 1822, în orașul Suceava, dintr-o veche familie boierească, unchiul său fiind viitorul mitropolit al Moldovei, Sofronie Miclescu. A fost călugărit la Huși la 18 iunie 1842, sub numele Calinic, de către unchiul său, episcopul Sofronie Miclescu. A fost hirotonit ierodiacon (23 aprilie 1843), ieromonah (31 noiembrie 1848), fiind hirotesit apoi protosinghel și arhimandrit.
Între anii 1851 și 1858 este egumen la Mănăstirea Slatina, când a înființat o școală în satul Mălini pentru copiii țăranilor. La 2 februarie 1855 a fost hirotonit arhiereu titular cu titlul “Hariupoleos". Activează ca membru în Divanul Ad-hoc (1857). Pentru o perioadă, PS Calinic este numit ca locțiitor de episcop la Huși (8 noiembrie 1858-15 ianuarie 1861), după care devine din nou egumen la Mănăstirea Slatina (1861-1863).
La data de 7 mai 1863, PS Calinic este numit ca locțiitor de mitropolit al Moldovei, apoi la 10 mai 1865 este numit mitropolit al Moldovei prin decret al domnitorului Alexandru Ioan Cuza.

## Participarea sa la mișcarea antiunionistă
În primele luni de după abdicarea lui Alexandru Ioan Cuza, situația din Principatele Unite nu era deloc clară. Plebiscitul pentru alegerea ca Domn a Prințului Carol de Hohenzollern fusese perturbat de apariția unor mișcări sociale, mai ales în rândul țăranilor, speriați de eventualitatea unei anulări a Legii rurale din 1864. Un început de rebeliune se înregistrase și printre militarii rămași fideli lui Cuza-Vodă (grănicerii de pe Dunăre). Pe fondul acestei situații tulbure, unele puteri străine (mai ales Rusia, Austria și Turcia) își exprimau pe față ostilitatea privind ideea aducerii unui prinț străin pe tronul vacant, încurajând chiar o mișcare separatistă între moldoveni și munteni.
La Iași, în fruntea acțiunilor secesioniste se afla prințul Costache Moruzzi, uneltind cu Rusia. El conducea un grup energic, compus din Nicolae Rosetti-Roznovanu, Teodor Boldur-Lățescu, N. Ceaur-Aslan, ș.a. De partea conspiratorilor se afla și Mitropolitul Calinic Miclescu, pe care Titu Maiorescu îl numește “ușorul la minte Mitropolit Calinic”. Părerea mentorului Junimii era evident subiectivă, pentru că, așa cum remarca N. Iorga, “tânărul și mlădiosul Calinic Miclescu era un ierarh ce aparținea mai mult clasei sale decât cercului călugăresc în care intrase prin înrâurirea Mitropolitului Sofronie (1851–1860), unchiul său”.
În dimineața zilei de 3 aprilie 1866, în curtea Mitropoliei și a Palatului Roznovanu, aflat peste drum, se adunase o mulțime de ieșeni, "înarmați cu ciomege și arme, ridicați din mahalale de Toderiță Lățescu, boier de neam vechi, dar de reputație îndoielnică și de o forță fizică de temut”. La Palatul Roznovanu, Mitropolitul Calinic a binecuvântat mulțimea și a semnat declarația separatistă. Apoi, în sunetele clopotelor Mitropoliei, IPS Calinic, cu crucea în mână, s-a pus în fruntea răsculaților, îndemnându-i spre Palat, unde se afla locotenentul domnesc, Lascăr Catargiu, venit cu o zi înainte în capitala moldavă pentru a zădărnici complotul separatist.
Armata a fost chemată să intervină, mulțimea "antiunioniștilor” fiind respinsă pe Ulița Mare, spre Mitropolie și Palatul Roznovanu. Din Palat s-au tras câteva focuri de armă, iar trupa care venise sa restabilească ordinea a fost atacată cu pietre. După ce s-au tras câteva focuri de avertisment și generalul Davilla a încercat să pacifice mulțimea care l-a întâmpinat cu pietre și gloanțe, trupa a tras în plin pentru a împrăștia răzvrătiții, înregistrându-se 16 morți și peste 30 de răniți în rândul soldaților și peste 100 de morți și răniți dintre răzvrătiți. Baricada din fața reședinței Roznovanu a fost dărâmată, soldații l-au arestat pe Nunuță Roznovanu și ...”au tras de picioare de sub canapele” pe alți conspiratori aflați în situație disperată.
Calinic Miclescu se alege cu o rană, fiind ajutat de diaconul Ion Creangă care, împreună cu colegul său, Ienăchescu, îl ascund în pivnița unei case din apropiere, salvându-i astfel viața. Mitropolitul, travestit cu caftan evreiesc, s-a întâlnit în taină cu Titu Maiorescu, care l-a convins să se predea. A fost dus la Mănăstirea Sf. Spiridon, iar apartamentul de la Mitropolie i-a fost sigilat. Au fost operate numeroase arestări în rândul rebelilor, iar Mitropolitul Moldovei a fost pus sub acuzare. Probabil, ar fi căzut și el în definitivă dizgrație, asemenea unchiului său Sofronie, cu ani în urmă, dacă Prințul Carol, care tocmai intrase în țară, nu semna la Golești un decret de amnistiere, ce a salvat viața Miropolitului Calinic și a iertat pe opozanții moldoveni, absolviți de “crime și delicte politice”.
Suspendat între 6 aprilie 1866 și 2 iunie 1866, el girează episcopiile de Roman, Huși și a Dunării de Jos. Asemenea multor personalități ale vremii, Calinic Miclescu se împacă până la urmă cu realitatea. În aprilie 1868, când prințul Carol I călătorește în Moldova, acceptă să-l găzduiască la Palatul Mitropoliei. Șeful Mișcării din 1866, N. Rosetti-Roznovanu îl invită pe Prinț la ceremonia căsătoriei sale.

## Mitropolit-primat
După moartea mitropolitului Nifon Rusailă, la 31 mai 1875 IPS Calinic Miclescu este ales mitropolit primat al României, deținând această demnitate până la moarte. La 11 aprilie 1876, senator de drept fiind, e ales, la propunerea lui I.C. Brătianu, președinte al Senatului, cu 47 de voturi din 53 de votanți. La 14 martie 1881, Senatul, urmând Camerei Deputaților, votează Legea prin care România devine Regat, Carol I fiind proclamat Rege. În cuvântul rostit cu acest prilej, mitropolitul Calinic a spus:
„(…)Clerul român se asociază din tot sufletul la acest mare act național și, împărtășind simțămintele de bucurie ale întregii națiuni române, roagă pe cel Atotputernic să binecuvânteze acest mare act și să facă ca scumpa noastră Patrie să prospere înmiit sub scutul Regalității și sub conducerea Augustului și prea iubitului nostru Suveran Carol I. 

Să trăiască Majestatea-Sa, Carol I, Regele României!

Să trăiască Majestatea-Sa Doamna, Regina României!

Să trăiască Națiunea română și guvernul care a condus până aci destinele ei! (aplauze generale)”—Stenograma ședinței
.
În timpul păstoririi sale, s-au deschis cursurile Facultății de Teologie din București, la stăruințele lui (1881); s-a înființat Tipografia Cărților Bisericești (1882). La 25 martie 1882, în Joia Mare a Sfintelor Paști, membrii Sfântului Sinod sfințesc, pentru prima dată, Sfântul și Marele Mir în Catedrala Mitropolitană din București, fără a mai cere permisiunea Patriarhiei Ecumenice. Aceasta este dovada că obținerea autocefaliei devenise o problemă doar de ordin formal. Acțiunea a atras un protest scris, foarte dur, din partea Patriarhului Ecumenic Ioachim al III-lea.
Răspunsul a fost dat de Episcopul Melchisedec al Romanului, la 23 noiembrie 1882, răspuns care avea să devină "Act Sinodal care cuprinde autocefalia Bisericii Ortodoxe Române și relațiile ei cu Patriarhia de Constantinopol”. După mai multe încercări, la 25 aprilie 1885 Patriarhul Ecumenic Ioachim al IV-lea confirmă autocefalia Bisericii noastre. La 30 mai 1885, Mitropolitul Primat al României, Calinic Miclescu, a trimis o scrisoare de mulțumire Patriarhiei Ecumenice, anunțând deopotrivă celelalte Biserici surori autocefale despre recunoașterea oficială a autocefaliei Bisericii Ortodoxe Române.
Mitropolitul Calinic Miclescu a trecut la cele veșnice la 14 august 1886, în București. "De piatră la rinichi și bășică" – scrie Constantin Bacalbașa în "Bucureștii de altădată". A fost înmormântat la Mănăstirea Neamț, în pridvorul mic, în partea de vest, chiar în același mormânt cu unchiul său Sofronie Miclescu. Despre înmormântarea lui Calinic Miclescu avem mărturia Marucăi Cantacuzino-Enescu. În memoriile sale, fosta nevastă a lui Mihail Cantacuzino scrie că "jumătate din Moldova l-a condus în trăsura, în caruță și pe jos, în ultima lui paradă pe pământ, pe elegantul, fastuosul, Prea Sfântul Calinic Miclescu".

## Descendență și arbore genealogic
| Zoe Vârnav | Zoe Vârnav | Zoe Vârnav | Zoe Vârnav | Zoe Vârnav | Zoe Vârnav |                  |                  |                  |                  |                  |                  | Constantin Miclescu | Constantin Miclescu | Constantin Miclescu | Constantin Miclescu | Constantin Miclescu | Constantin Miclescu |  |  | Smaranda Neculce | Smaranda Neculce | Smaranda Neculce | Smaranda Neculce | Smaranda Neculce | Smaranda Neculce |                |                |                |                |                |                | Dimitrie Beldiman | Dimitrie Beldiman | Dimitrie Beldiman | Dimitrie Beldiman | Dimitrie Beldiman | Dimitrie Beldiman |  |  |
| Zoe Vârnav | Zoe Vârnav | Zoe Vârnav | Zoe Vârnav | Zoe Vârnav | Zoe Vârnav |                  |                  |                  |                  |                  |                  | Constantin Miclescu | Constantin Miclescu | Constantin Miclescu | Constantin Miclescu | Constantin Miclescu | Constantin Miclescu |  |  | Smaranda Neculce | Smaranda Neculce | Smaranda Neculce | Smaranda Neculce | Smaranda Neculce | Smaranda Neculce |                |                |                |                |                |                | Dimitrie Beldiman | Dimitrie Beldiman | Dimitrie Beldiman | Dimitrie Beldiman | Dimitrie Beldiman | Dimitrie Beldiman |  |  |
|            |            |            |            |            |            |                  |                  |                  |                  |                  |                  |                     |                     |                     |                     |                     |                     |  |  |                  |                  |                  |                  |                  |                  |                |                |                |                |                |                |                   |                   |                   |                   |                   |                   |  |  |
|            |            |            |            |            |            | Scarlat Miclescu | Scarlat Miclescu | Scarlat Miclescu | Scarlat Miclescu | Scarlat Miclescu | Scarlat Miclescu |                     |                     |                     |                     |                     |                     |  |  |                  |                  |                  |                  |                  |                  | Maria Beldiman | Maria Beldiman | Maria Beldiman | Maria Beldiman | Maria Beldiman | Maria Beldiman |                   |                   |                   |                   |                   |                   |  |  |
|            |            |            |            |            |            | Scarlat Miclescu | Scarlat Miclescu | Scarlat Miclescu | Scarlat Miclescu | Scarlat Miclescu | Scarlat Miclescu |                     |                     |                     |                     |                     |                     |  |  |                  |                  |                  |                  |                  |                  | Maria Beldiman | Maria Beldiman | Maria Beldiman | Maria Beldiman | Maria Beldiman | Maria Beldiman |                   |                   |                   |                   |                   |                   |  |  |
|            |            |            |            |            |            |                  |                  |                  |                  |                  |                  |                     |                     |                     |                     |                     |                     |  |  |                  |                  |                  |                  |                  |                  |                |                |                |                |                |                |                   |                   |                   |                   |                   |                   |  |  |
|            |            |            |            |            |            |                  |                  |                  |                  |                  |                  |                     |                     |                     |                     | Calinic Miclescu    |                     |  |  |                  |                  |                  |                  |                  |                  |                |                |                |                |                |                |                   |                   |                   |                   |                   |                   |  |  |

Deosebit de interesant este (arborele genealogic al familiei Miclescu) în care se văd legăturile de rudenie cu multe din familiile domnitoare sau boierești din Principatul Moldovei și al Țării Românești.